# 莲座念珠芥
莲座念珠芥（学名：Torularia rosulifolia）为十字花科念珠芥属下的一个种。

## 扩展阅读
維基物種上的相關：莲座念珠芥